# Истерия (фильм)
«Истери́я» (англ. Delirium) — фильм ужасов режиссёра Дэнниса Илиадиса. В главной роли Тофер Грейс. В России фильм вышел 10 мая 2018 года.

## Сюжет
Пациент психиатрической больницы после выписки возвращается к себе домой. Однако в доме вдруг ни с того ни с сего начинают происходить ужасающие события.
В детстве главный герой был свидетелем убийства, совершенного его родным братом. Это оказало сильное влияние на его психику, впоследствии оба брата были обвинены и заключены под стражу. У Тома помутился рассудок и он попал в психиатрическую клинику, откуда был выпущен с условием нахождения дома в течение 30 дней, в одиночестве, отвечая на постоянные контрольные звонки. После отказа от препаратов, помогающих бороться с галлюцинациями, ему начинают казаться сцены насилия. Также он знакомится с девушкой Линн. Главный герой до последнего борется с галлюцинациями и не знает где правда, а где вымысел.

## В ролях
- Тофер Грейс — Том Уокер
- Патриша Кларксон — Броди
- Генезис Родригес — Линн
- Каллэн Мулвей — Алекс
- Робин Томас — отец
- Гарри Гронер — психиатр
- Дэйзи Маккрэкин — мать
- Коди Салливан — Алекс в детстве
- Брейден Фицджеральд — Том в детстве